# ليليانا عبود
ليليانا عبود، (بالإنجليزية: Liliana Abud)‏، (مواليد عام 1948)، مُمثِلة مكسيكية قديرة، كما أنها كاتبة سيناريوهات ومؤلفة.

## سيرتها
وُلِدت ليليانا عبود في سنة 1948. بدأت في البروز والظهور كممثلة عام 1978 في مسلسل "Gotita de gente" بدور مارتا ريفيرا فالديس واشتهرت أكثر كَمؤلفة. شاركت خلال حياتها الفنية بِكتابة وتمثيل أكثر من 48 عمل فني ما بين فيلم ومسلسل تلفزيوني.

## أعمالها
مثلت في أكثر من 13 مسلسل و10 أفلام, وشاركت في كتابة وتأليف أكثر من 21 عمل فني تقريباً.

### كمُمثلة
قدمت كممثلة سينمائية أفلام عدة مِنها:
- Íntimo terror (1992).
- Vieja moralidad(1988) بدور Benedicta.
- La dama o el león (1986).
- La doncella sabia (1986).
- El gato con botas (1986).
- Hanzel y Gretel (1986).
- El niño que quiso temblar (1986).
- Rapunsell (1986).
- El Rey Midas (1986).
- El ruiseñor chino (1986).

#### وقدمت كمُمثلة تلفزيونية
- Mi segunda madre(1989) بدور Sonia.
- Rosa Salvaje(1987) بدور Cándida Linares.
- Herencia maldita (1986) بدور Clara Velarde.
- Tú o nadie (1985) بدور Camila Lombardo.
- Un solo corazón (1983) بدور Maria.
- Gabriel y Gabriela (1982).
- Limosna de amor, Una (1981) بدور Daniela.
- Colorina as Alba (1980).
- La divina Sarah (1980) بدور Lysiana.
- Espejismo (1980).
- Amor prohibido(1979) بدور Silvia.
- Cartas para una victima (1978).
- Gotita de gente (1978) بدور Martha Rivera Valdes.

### ككاتبة
الأعمال التي شاركت في كتابتها وتأليفها كثيرة من ضمنها مسلسل روزاليندا الشهير ومسلسل انتصار الحب الذي دُبلِج في العالم العربي وحقق نجاحاً باهراً وآخر مُسلسل شاركت بِكتابته هو مسلسل العاصفة عام 2013 ومن ضمن المسلسلات التي شاركت بتأليفها:
- أتحداك أن تغادر (2015)
- (مسلسل العاصفة) (2013).
- الحياة البرية في القلب (مسلسل) (2009).
- أقسم أنني أحبك (مسلسل) (2008).
- حريق في الدم (مسلسل) (2007).
- عالم من الوحوش (مسلسل) (2006).
- حاجز الحب (مسلسل) (2005).
- العروس العذراء (مسلسل) (2005).
- زوجة الأب (مسلسل) (2005).
- حُبك هو ذنبي (مسلسل) (2004).
- تحت الجلد (مسلسل) (2004).
- ماريانا دي لا ناكو (مسلسل) (2003).
- الآخر (مسلسل) (2002).
- بين الحب والكراهية (مسلسل) (2002).
- عقد قوي (مسلسل) (2000).
- روزاليندا (مسلسل) (1999).
- شرف المحبة (مسلسل) (1998).
- عدم تطابق (مسلسل) (1997).
- الشعلة (مسلسل) (1996).
- طيران النسر (مسلسل) (1994).
- سوء العلاقات (مسلسل) (1993).
- يمكنني شراء تلك المرأة (مسلسل) (1990).
- المحاصرين (مسلسل) (1988).
- حب في صمت (مسلسل) (1987).
- ندوب الروح (مسلسل) (1986).

## وصلات خارجية
- ليليانا عبود على موقع IMDb (الإنجليزية)
- ليليانا عبود على موقع قاعدة بيانات الفيلم (الإنجليزية)
- ليليانا عبود على موقع كينوبويسك (الروسية)
- ليليانا عبود في قاعدة بيانات الأفلام على الإنترنت.